# 2008 في فلسطين
 بعض أحداث عام 2008 في فلسطين

## أبرز الاحداث
- 18 يناير، استهدفت الطائرات الإسرائيلية موقعين للشرطة البحرية غرب دير البلح وفي شاطئ السودانية شمال غرب مدينة غزة.[1]

- 24 يناير - تفجير الحدود بين غزة ورفح وعبور الالاف من سكان غزة إلى العريش.[2][3]
- 24 اغسطس - أول سفينة لكسر الحصار تصل شواطئ غزة
- 27 ديسمبر - إسرائيل تشن حرب على قطاع غزة.[4]
- في 27 ديسمبر 2008، أدى القصف المكثف جراء إعلان إسرائيل الحرب على غزة 2008 إلى استشهاد 4 عناصر من الشرطة في مقر الشرطة البحرية بدير البلح، و3 عناصر في مجمع البحرية في جباليا.[5]

## وفيات

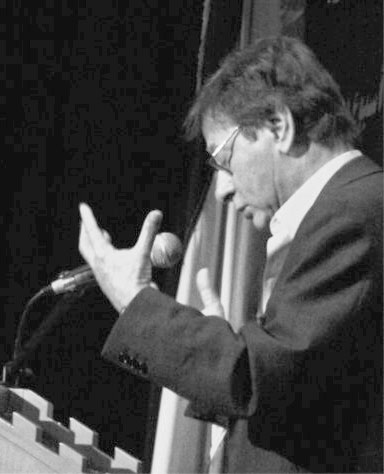
محمود درويش

- 27 يناير - وفاة جورج حبش مؤسس الجبهة الشعبية لتحرير فلسطين.[6][7]
- 9 اغسطس - وفاة الشاعر الفلسطيني محمود درويش.[8][9]
- 16 ابريل - قتل المصور فضل شنعة
- 15 فبراير - اغتيال أيمن الفايد أحد قادة سرايا القدس.[10][11][12]